# Xã Cherry, Quận Montgomery, Kansas
Xã Cherry (tiếng Anh: Cherry Township) là một xã thuộc quận Montgomery, tiểu bang Kansas, Hoa Kỳ. Năm 2010, dân số của xã này là 504 người.